# Isaak Pattiwael
Isaak Tjaak Pattiwael (ur. 23 lutego 1914, zm. 16 marca 1987) – indonezyjski piłkarz, reprezentant kraju. Podczas kariery występował na pozycji napastnika.

## Kariera klubowa
Podczas kariery piłkarskiej Isaak Pattiwael występował w klubie VIOS Batavia.

## Kariera reprezentacyjna
Isaak Pattiwael występował w reprezentacji Indii Holenderskich w latach trzydziestych. W 1938 roku uczestniczył w mistrzostwach świata. Na mundialu we Francji wystąpił w przegranym 0-6 spotkaniu I rundy z Węgrami.